# Nina Nesbitt
Nina Nesbitt (født 11. juli 1994) er en skotsk singer-songwriter fra Livingston, 25 kilometer vest for Edinburgh. Hun er mest kendt for radiohittet "Stay Out" samt sin version af Fleetwood Mac-klassikeren "Don't Stop".

## Baggrund
Nina Nesbitt blev født den 11. juli 1994 i Livingston, en forstad til Edinburgh i Skotland. Hun gik på en lille folkeskole i Bellsquarry og gik herefter på Balerno Community High School. Hun startede sin musikkarriere med at skrive og indspille sange på sit værelse, og uploade dem til sin Youtube-kanal. Hun spiller guitar, klaver og fløjte. Udover sin interesse for musik, deltog hun sammen med skolen I Bellsquarry i lokale og regionale gymnastikkonkurrencer.
Efter at have mødt musikeren Ed Sheeran, blev hun inviteret til at varme op for ham på dennes europaturné. Da hun indspillede et cover af "Stay Awake", blev sangens originale kunstner, Example, også interesseret i et samarbejde. Hun medvirkede i Ed Sheerans sang "Drunk".
Nesbitts anden EP, der hedder The Apple Tree, blev udgivet i april 2012, og nåede en sjetteplads på iTunes-download chart, efter at være blevet spillet på BBC Radio 1. Hun har været nr. ét på iTunes singer/songwriter-hitliste.
I oktober 2012 indledte Nina Nesbitt sin tredje turné i England, BOY UK TOUR, der skulle promovere singlen, "Boy", og EP'en af samme navn. Siden udkom også EP'en "Stay Out" (8. april 2013).

## Privat
Hun har en skotsk far og en svensk mor.

## Diskografi

### Album
- Peroxide (2013)
- The Sun Will Come Up, the Seasons Will Change (2019)
- Älskar (2022)
- Mountain Music (2024)

### EP'er
| Titel          | EP detaljer                                                                                  | Numre |
| -------------- | -------------------------------------------------------------------------------------------- | --- |
| Live Take      | - Udgivet: 5. december 2011 - Pladeselskab: Universal Music Group - Format: Digital download | 1. "Glue" (Live) - 2:17 2. "Noserings and Shoestrings" (Live) - 3:36 3. "Skeletons" (Live) - 4:47 4. "Babylon" (Live) - 4:53 |
| The Apple Tree | - Udgivet: 20. juli 2012 - Pladeselskab: Universal Music Group - Format: Digital download    | 1. "The Apple Tree" - 2:53 2. "Seesaw" - 2:47 3. "Hold You" - 5:05 4. "Only Love" - 3:15 5. "Make Me Fall" - 3:50            |
| Boy            | - Udgivet: 6. december 2012 - Pladeselskab: Universal Music Group - Format: Digital download | 1. "Boy" - 3:36 2. "Jessica (Demo)" - 4:38 3. "Boy (Acoustic Version)" - 3:35 4. "Boy (Hostage Remix)" - 3:49                |
| Stay Out       | - Udgivet: 8. april 2013 - Pladeselskab: Universal Music Group - Format: Digital download    | 1. "Stay Out" - 2:45 2. "Just Before Goodbye" - 3:11 3. "No Interest" - 3:10 4. "Statues" - 4:13                             |

### Singler
| År   | Titel | Hitliste placering | Album |
| År   | Titel | UK                 | Album |
| ---- | ----- | ------------------ | ----- |
| 2012 | "Boy" | 139                | TBA   |

## Fodnoter
1. ↑  "Nina Nesbitt". Facebook. Hentet 11. juli 2012.
2. ↑  Lyons, Beverley (4. juli 2012). "Nina Nesbitt insists on an apple a day before she takes to T in the Park stage". Daily Record. Hentet 11. juli 2012.
3. 1 2  Lester, Paul (16. april 2012). "New Band of the Day - Nina Nesbitt (No 1,250)". The Guardian. Hentet 12. juli 2012.
4. 1 2  "17-year-old Edinburgh singer Nina Nesbitt rides high in charts". Edinburgh Evening News. 26. april 2012. Hentet 12. juli 2012.
5. ↑  "Track - 04 May 2012". Record of the Day. 4. maj 2012. Arkiveret fra originalen 30. maj 2012. Hentet 12. juli 2012.
6. ↑  Peak positions in the United Kingdom:
  - For "Boy": "New Chart Entries > September 22, 2012". Zobbel.de. 22. september 2012.